# Dog Days Are Over
«Dog Days Are Over» es una canción de la banda de rock indie británica Florence and the Machine que fue lanzado como segundo sencillo de su álbum de estudio debut, Lungs, publicado en 2008. Su lanzamiento estaba previsto inicialmente para el 24 de noviembre de 2008 a través de Moshi Moshi Records en el Reino Unido como segundo sencillo del álbum, pero posteriormente se retrasó para el 1 de diciembre. Un día después,el single se publicó en formato descargable y en vinilo de siete pulgadas a través de IAMSOUND Records en Estados Unidos. El single alcanzó el top 30 en Canadá, Irlanda, Reino Unido y Estados Unidos.
Una versión demo de Dog Days Are Over aparece en el disco dos de la edición de lujo de Lungs. Una versión acústica de la canción se interpretó en directo en el programa Big Weekend de BBC Radio 1. La canción se ha interpretado en un gran número de festivales de alto nivel a lo largo de 2008 y 2009, incluidos los festivales de Reading y Leeds. La banda también interpretó la canción en la gala de los Premio Mercury de 2009 y en BBC Introducing. La canción apareció en el final de la película de 2023 Guardianes de la Galaxia vol. 3 y volvió a entrar en algunas listas de éxitos casi 15 años después de su lanzamiento.

## Grabación
Se grabó sin instrumentos en un estudio del "tamaño de un retrete". La canción se inspiró en un texto gigante titulado "Dog Days Are Over" del artista suizo Ugo Rondinone, que la vocalista Florence Welch solía ver todos los días, montando en bicicleta por el puente de Waterloo. La canción fue producida y mezclada por James Ford, de Simian Mobile Disco y The Last Shadow Puppets, que también es famoso por producir para grupos como Bloc Party y Arctic Monkeys. En el disco también toca el piano y la guitarra.
Welch coescribió la canción con Isabella Summers, que también figura como coproductora, y tocó el piano en el disco. Welch y Summers también colaboraron en la percusión del tema, junto con Charlie Hugall. Dog Days Are Over también cuenta con la participación de los músicos Tom "Moth" Monger (arpa), Bruce White (viola), Everton Nelson (violín), Christopher Lloyd Hayden (batería) y Rob Ackroyd (guitarra). Jimmy Robertson, que participó ampliamente en la grabación del disco de debut de la banda, Lungs, también grabó y mezcló Dog Days.

## Recepción de la crítica
Dog Days Are Over ha sido ampliamente elogiado por la crítica musical, que ha alabado la voz de Welch. John Murphy, de MusicOMH, comentó que "sólo parece contribuir a aumentar su ya floreciente reputación. Aunque no es tan pegadiza como Kiss with a Fist, es un himno urgente, machacón y casi bluesero que saca el máximo partido a la voz de Florence". La cara B de la canción, una versión de You Got the Love de The Source, también recibió elogios.
Contactmusic.com calificó la canción con un 9/10, comentando que es "brillante. Es un tour-de-force magistral y primario de folk/pop/rock que revela un talento seductor que sin duda debería considerarse uno de los hallazgos del año musical [...] Dog Days Are Over logra capturar un sonido de estudio poderosamente 'vivo' que se hunde, se hincha y explota en una serie de versos/coros poco convencionales que, acentuados por los gruñidos de Welch". En octubre de 2011, NME la situó en el número 33 de su lista "150 mejores temas de los últimos 15 años".

## Lanzamiento
El 6 de diciembre de 2008, Dog Days Are Over debutó en el número 89 de la lista de singles del Reino Unido. La semana siguiente bajó un puesto, hasta el número 90, antes de abandonar el Top 100. Volvió a entrar en la lista un mes después, el 17 de enero de 2009, en el número 93, antes de abandonar la lista de nuevo. Aproximadamente cuatro meses después, el single volvió a entrar en la lista el 23 de mayo de 2009, esta vez en el número 91.
Tras sus actuaciones en Top of the Pops, Jools Holland y su utilización en anuncios de televisión de Slumdog Millionaire y Come, reza, ama, Dog Days Are Over empezó a recibir cada vez más descargas digitales, a pesar de no haber sido reeditada. El 10 de enero de 2010, Dog Days Are Over volvió a entrar en la lista de singles del Reino Unido en el número 23, marcando su pico más alto hasta la fecha. Sin embargo, la semana siguiente, el 17 de enero de 2010, el single cayó un puesto hasta el número 24. Tras su reedición oficial en marzo de 2010, volvió a entrar en la lista de singles del Reino Unido en el número 34 el 4 de abril de 2010. La semana siguiente, el single subió al número 24 antes de caer de nuevo.
El 15 de enero de 2010, Dog Days Are Over entró por primera vez en la lista irlandesa de singles, alcanzando el número 35. Tras su reedición en marzo de 2010, el single volvió a entrar en la lista irlandesa de singles, esta vez hasta el número 24 y una semana más tarde hasta el 17. La semana siguiente, el single subió hasta el número 18. La semana siguiente, el single ascendió al número 15, y la semana siguiente, al número 13. El 15 de abril de 2010, el single entró en el Top 10 en su posición más alta, el número 6, convirtiendo a Dog Days Are Over en el cuarto single más alto de Florence en Irlanda, después de Cosmic Love (número 3), Shake It Out (número 2) y Spectrum (Say My Name) (número 1).
En la semana que finalizó el 25 de septiembre de 2010, Dog Days Are Over debutó en el número 93 de la lista Billboard Hot 100. Tras la actuación de Dog Days Are Over en los MTV Video Music Awards de 2010, la canción vendió 96 000 descargas digitales, lo que supuso un aumento del 257% con respecto a la semana anterior, y saltó al número 21, dando a Florence su primer éxito en el top 30 de la lista Billboard Hot 100. En junio de 2016, la canción había vendido más de 3 151 000 descargas solo en Estados Unidos.

## Videoclips
El primer vídeo, grabado en el bosque de Sydenham, se colgó en YouTube el 6 de noviembre de 2008. "Lo hice por capricho. Fuimos al bosque y sólo teníamos una cámara. Le pedí a mi padre que se pusiera un disfraz de payaso y al sobrino de mi amigo que se disfrazara de bebé payaso mientras decorábamos el bosque. Los paseadores de perros nos miraban muy raro. Fue muy divertido". El vídeo comienza con Florence tumbada en un bosque, cuando una persona (Isabella Summers) vestida de blanco se acerca, le venda los ojos y la conduce a un claro, lleno de gente de aspecto inquietante vestida de carnaval o payaso. Florence permanece vendada durante unos segundos, luego se quita la venda y huye de la gente. Al final tropieza y se queda tumbada mientras los payasos la visten como a ellos. Después baila con ellos y el vídeo termina con ella alejándose con otras dos personas. En el vídeo participó el artista Theo Adams.
Otro vídeo fue dirigido por Georgie Greville y Geremy Jasper y editado por Paul Snyder. Fue rodado por el director de fotografía Adam Frisch. En él se ve a Florence bailando en una habitación encalada con muchos trajes diferentes, y poco a poco se le van uniendo bailarines go-go, tamborileros con trajes tribales, arpistas, bombos de bandas de música y un coro de gospel vestido de blanco y morado. En el clímax de la canción, Florence corre junto a todos los espectadores y, al hacerlo, éstos estallan en cenizas en un destello de luz de colores brillantes. El vídeo termina con Florence de nuevo sola en la habitación. A lo largo de todo el vídeo, Florence luce un maquillaje blanco de cuerpo entero con ropajes intrincados y colorete y delineador de ojos rojo intenso. En el vídeo aparece el actor Greg Draven en uno de sus primeros papeles. Diez años más tarde, en 2020, Greg volvería a trabajar con Florence en The Third Day: Autumn.
El 3 de agosto de 2010, el vídeo fue nominado a cuatro MTV Video Music Awards en las categorías de Vídeo del Año, Mejor Vídeo Rock, Mejor Dirección Artística y Mejor Cinematografía, ganando el de Mejor Dirección Artística el 12 de septiembre de ese año.

## Interpretaciones en vivo
Dog Days Are Over se interpretó en todas las fechas de la gira Lungs Tour 2009, convirtiéndose en una de las favoritas de los fans. Florence suele pedir al público que haga una determinada acción al final de la canción. Durante la promoción original de la canción, el grupo la interpretó en las BBC Introducing Sessions, junto con My Boy Builds Coffins, Kiss with a Fist y I'm Not Calling You a Liar.
Florence and the Machine interpretaron la canción en el Concierto del Premio Nobel de la Paz en diciembre de 2010. La canción se ha interpretado en directo varias veces desde que se confirmó su reedición. La canción se interpretó por primera vez en Alan Carr: Chatty Man el 18 de marzo de 2010. La banda también interpretó la canción en GMTV en la fecha de lanzamiento del single, el 22 de marzo de 2010.
El grupo interpretó la canción en directo en los MTV Video Music Awards de 2010. Más tarde la interpretaron en Saturday Night Live el 20 de noviembre de 2010; y en The Colbert Report el 21 de junio de 2011.

## Covers
El elenco de Glee interpretó la canción en el episodio Special Education el 30 de noviembre de 2010, con Jenna Ushkowitz (como Tina Cohen-Chang) y Amber Riley (como Mercedes Jones) cantando el tema principal. La versión del elenco también fue lanzada como single digital, y entró en la lista Billboard Hot 100 en el número 22, un espacio por debajo del regreso de la original a su pico post-VMA. Se interpretó en su gira de 2011 y se incluyó en la banda sonora de la película y de la grabación en directo. En la decimotercera temporada de American Idol, fue interpretada por Jena Irene. Fue versionada por el artista chino Shang Wenjie en el programa de televisión chino I am a Singer. Una finalista de Indonesian Idol (temporada 8), Yuka Tamada, la cantó durante la primera semana de los shows. Recibió una gran acogida y alcanzó el Top 3. En 2011, también apareció en la primera temporada de The Voice (Estados Unidos), con Vicci Martínez cantando la versión junto a un escenario lleno de baterías. Vicci llegó a la final con esta actuación, pero finalmente perdió contra Javier Colon en la final.
El grupo californiano de hardcore punk Stick To Your Guns también versionó esta canción en un recopilatorio tributo a Sumerian Records. El australiano Dan Sultan versionó la canción en su álbum de 2019 Aviary Takes. Postmodern Jukebox, un canal de YouTube famoso por versionar música pop con estilos vintage, también subió una versión cantada por Hannah Gill en octubre de 2019.

## Posición en listas
| Listas (2008-2012)                 | Posición más alta |
| ---------------------------------- | ----------------- |
| Australia (ARIA Charts)            | 47                |
| Bélgica (Ultratop 50 - Flandes)    | 21                |
| Bélgica (Ultratop 50 - Valonia)    | 19                |
| Canadá (Canadian Hot 100)          | 19                |
| Escocia (Official Charts Company)  | 16                |
| Estados Unidos (Billboard Hot 100) | 21                |
| Estados Unidos (Adult Top 40)      | 11                |
| Estados Unidos (Dance Club Songs)  | 4                 |
| Estados Unidos (Rock Songs)        | 9                 |
| Irlanda (IRMA)                     | 6                 |
| Italia (FIMI)                      | 83                |
| Nueva Zelanda (Recorded Music NZ)  | 27                |
| Reino Unido (UK Singles Chart)     | 23                |